# Киржачская зандровая равнина
Киржачская зандровая равнина — часть Мещерской низменности.

## Геология
Киржачская среднеплейстоценовая зандровая равнина междуречья левых притоков Клязьмы, Шерны и Киржача, сформирована на конусе выноса московского водноледникового потока. На севере граничит с южными подножьями Смоленско-Московской возвышенности, на юге — со Среднеклязьминским полесьем.
Территория характеризуется пологим рельефом с небольшой амплитудой высот. Отметки поверхности 113—171 метров над уровнем моря. Наиболее высокие отметки приурочены к сохранившимся эрозионно-островным останцам моренного рельефа.
Кровля коренных пород находится на отметках 100—120 м. Её слагают в его приклязьминской части верхнеюрские глины, а на междуречьях — нижнемеловые песчаные отложения. Мощность четвертичного чехла, представленного песчаными водно-ледниковыми и аллювиальными отложениями, достигает 30 м. Днепровская морена размыта, и протоаллювиально-водноледниковые московские отложения залегают непосредственно на поверхности коренных пород. Покровные суглинки отсутствуют.
Речная долина оформлена голоценовой поймой и двумя низкими верхнеплейстоценовыми (валдайско-хвалынскими) надпойменными террасами.
Долины рек извилистые, склоны умеренные, местами крутые, слабо расчлененные неглубокими оврагами и долинами притоков.
Водоносных горизонтов два:
- Ассельско-клязьменский водоносный горизонт, приуроченный к карбонатным породам нижней перми и верхнего карбона. Мощность горизонта от 35 до 60 метров, глубина залегания от 40 до 80 метров под толщей четвертичных, меловых глинистых песков и юрских глин.
- Водоносный горизонт четвертичных аллювиально-флювиогляциональных отложений (глубина скважин 12—30 м)[2].

## Почвы

### Пойма
Почвенный покров бассейна реки Киржач формируется на аллювиальных и озёрных отложениях второй надпойменной террасы, аллювиально-флювиогляциальных(водно-ледниковых) отложениях третьей надпойменной террасы, болотных отложениях и основной морене. К особенностям морфологического строения аллювиальных почв прирусловой и центральной частей поймы реки Киржач (с относительными отметками высот от 120—140 м) относятся маломощный гумусовый горизонт (менее 25 см.), зернисто-порошистая и зернисто-комковатая структура (в гумусовых горизонтах).
Почвы в пойме реки Киржач в сновном слабокислые (рН)водн. = 5,6—6,8; рНKCl = 4,8—6,0). Наиболее высокогумусной почвой (17 %) является аллювиальная луговая насыщенная в центральной пойме, наименее гумусированной (4,4 %) — аллювиальная луговая кислая в прирусловой пойме. Содержание подвижного фосфора — среднее, калием аллювиальные почвы реки Киржач обеспечены высоко. Аллювиальные почвы обладают высоким потенциальным плодородием.

### Водоразделы
Формирование дерново-подзолистых почв водоразделов различных ландшафтных районов бассейна реки Киржач имеет специфические черты. В Левобережной Приклязьменский Мещере почвы водоразделов формируются в основном на песках, подстилаемых мореной под пологом сосновых, реже елово-мелколиственных лесов, что обусловливает преимущественное распространение в данном районе слабодерновых мелкоподзолистых слабодифференцированных почв с сильнокислой реакцией. В соответствии со «Схемой классификации пойменных почв лесной зоны», разработанной Г. В. Добровольским, среди пойменных почв лесной зоны выделяются почвы высоких пойм, которые вышли из режима регулярной поемности, но несут в своем профиле её остаточные черты, что и прослеживается, в данном случае. Повышенное содержание фосфора в дерново-подзолистых почвах ландшафтного района Левобережной Приклязьменской Мещеры связано с его высоким содержанием в почвообразующей породе.
Дерново-подзолистые почвы водоразделов Кольчугинского ландшафтного района имеют мощный, ярко-буроокрашенный, без выраженного подзолистого горизонта почвенный профиль, результат формирования на морене, которая состоит из глины, обогащенной железом с песчаными прожилками, перекрытой бескарбонатными покровными суглинками. Содержание органического углерода в перегнойно-аккумулятивном горизонте высокое с резким падением вниз по профилю, что является характерной чертой дерново-подзолистых почв.
Для дерново-подзолистых почв бассейна реки Киржач характерна морфологическая неоднородность почвенного профиля, проявляющаяся в разной мощности и степени выраженности элювиально-иллювиальной дифференциации, мощности и гумусированности органических горизонтов. Это обусловлено условиями почвообразования ландшафтных районов и, прежде всего, различными почвообразующими породами.